# Intimità (album)
Intimità è il settimo album di Gigi Finizio, pubblicato nel 1985 ed edito da Visco Disc.

## Tracce
1. Ormai
2. Avrei voluto
3. Una semplice sera
4. Ritrovarsi
5. Peccato
6. Fingere
7. Giorni d'agosto
8. Domani  (con Rosaria Finizio)
9. Oh oh oh
10. Buonanotte amore mio